# Tour de l'Ain 2010
La 22e édition de la course cycliste Tour de l'Ain a eu lieu du 10 au 14 août 2010. La course compte au classement de l'UCI Europe Tour 2010.
La victoire finale est revenue à l'Espagnol Haimar Zubeldia.

## Participation
Classé en catégorie 2.1 de l'UCI Europe Tour, le Tour de l'Ain est par conséquent ouvert aux UCI ProTeams dans la limite de 50 % des équipes participantes, aux équipes continentales professionnelles, aux équipes continentales et à des équipes nationales.
| ProTeams (7)- FDJ - Omega Pharma-Lotto - Team RadioShack - HTC-Columbia - Rabobank - AG2R La Mondiale - Caisse d'Épargne Équipes continentales professionnelles (6)- Saur-Sojasun - Bbox Bouygues Télécom - Cofidis, le Crédit en Ligne - Skil-Shimano - BMC Racing Team - Vacansoleil Équipes continentales (3)- Big Mat-Auber 93 - Roubaix Lille Métropole - Bretagne-Schuller Équipes nationales (2)- France espoirs - Kazakhstan |
| |

## Les étapes
Pour la première fois depuis 2001, le Tour de l'Ain se dispute sur cinq jours de course. Ce jour supplémentaire permet la mise en place d'un prologue. Il se déroule dans la commune d'Ambérieu-en-Bugey sur la distance de trois kilomètres. La topographie des deux premières étapes qui relient Lagnieu à Saint-Vulbas et Villars-les-Dombes à Trévoux est relativement plane, contrairement aux deux dernières, entre Montmerle-sur-Saône et Arbent puis Culoz et Belley qui sont constituées de plusieurs ascensions. 576,8 kilomètres sont à parcourir pour les coureurs avec l'ascension des 20,5 kilomètres du col du Grand Colombier jugé comme l'un des plus durs de France.
| Étape     | Date    | Villes étapes                         | type                        | Distance (km) | Vainqueur d'étape | Leader du classement général |
| --------- | ------- | ------------------------------------- | --------------------------- | ------------- | ----------------- | ---------------------------- |
| Prologue  | 10 août | Ambérieu-en-Bugey – Ambérieu-en-Bugey | contre-la-montre individuel | 3             | Haimar Zubeldia   | Haimar Zubeldia              |
| 1re étape | 11 août | Lagnieu – Saint-Vulbas                |                             | 144,4         | Stéphane Poulhiès | Romain Feillu                |
| 2e étape  | 12 août | parc des oiseaux – Trévoux            |                             | 138,8         | Romain Feillu     | Romain Feillu                |
| 3e étape  | 13 août | Montmerle-sur-Saône – Arbent          |                             | 164,5         | Maxime Bouet      | Tony Gallopin                |
| 4e étape  | 14 août | Culoz – Belley                        |                             | 126,1         | Wout Poels        | Haimar Zubeldia              |

## La course

### Prologue
Contrairement aux années précédentes, un prologue est mis en place pour l'édition 2010 du Tour de l'Ain. D'une longueur de trois kilomètres, celui-ci est entièrement tracé dans la commune d'Ambérieu-en-Bugey. Le premier kilomètre de l'épreuve est descendant suivi d'un kilomètre et demi sur une zone plane puis 500 mètres montants.

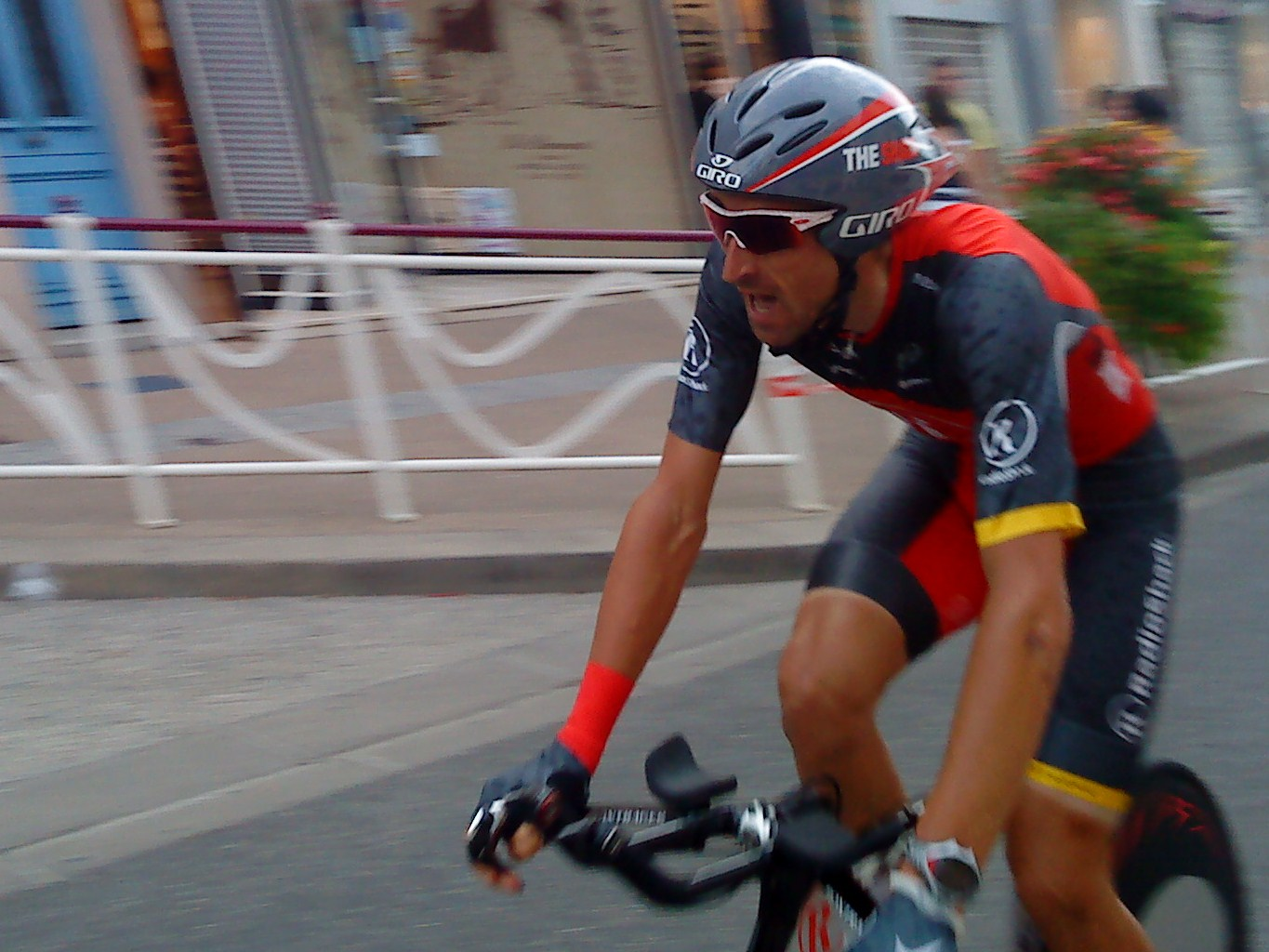
Haimar Zubeldia vainqueur du prologue.

Haimar Zubeldia remporte l'épreuve et devient le premier leader de la course. Il devance au classement Wilco Kelderman de neuf millièmes de seconde puis Laurent Mangel.
| Classement du prologue \| \| Coureur \| Pays \| Équipe \| \| Temps \| Moyenne \| \| -- \| ------------------ \| ---------- \| ----------------------- \| -- \| ------------- \| ---------- \| \| 1 \| Haimar Zubeldia \| Espagne \| RadioShack \| en \| 3 min 38 s 49 \| 49,43 km/h \| \| 2 \| Wilco Kelderman \| Pays-Bas \| Rabobank Continental \| + \| 0 s 08 \| \| \| 3 \| Laurent Mangel \| France \| Saur-Sojasun \| \| 0 s 31 \| \| \| 4 \| Greg Van Avermaet \| Belgique \| Omega Pharma-Lotto \| \| 0 s 60 \| \| \| 5 \| Matthieu Boulo \| France \| Roubaix Lille Métropole \| \| 1 s 02 \| \| \| 6 \| Tony Gallopin \| France \| Cofidis \| \| 1 s 48 \| \| \| 7 \| Moreno Hofland \| Pays-Bas \| Rabobank Continental \| \| 1 s 61 \| \| \| 8 \| Tejay van Garderen \| États-Unis \| Columbia-HTC \| \| 1 s 81 \| \| \| 9 \| Romain Feillu \| France \| Vacansoleil \| \| 2 s 14 \| \| \| 10 \| Steve Morabito \| Suisse \| BMC Racing \| \| 3 s 13 \| \| |                    |            |                         |    |               |            |
| | Coureur            | Pays       | Équipe                  |    | Temps         | Moyenne    |
| 1 | Haimar Zubeldia    | Espagne    | RadioShack              | en | 3 min 38 s 49 | 49,43 km/h |
| 2 | Wilco Kelderman    | Pays-Bas   | Rabobank Continental    | +  | 0 s 08        |            |
| 3 | Laurent Mangel     | France     | Saur-Sojasun            |    | 0 s 31        |            |
| 4 | Greg Van Avermaet  | Belgique   | Omega Pharma-Lotto      |    | 0 s 60        |            |
| 5 | Matthieu Boulo     | France     | Roubaix Lille Métropole |    | 1 s 02        |            |
| 6 | Tony Gallopin      | France     | Cofidis                 |    | 1 s 48        |            |
| 7 | Moreno Hofland     | Pays-Bas   | Rabobank Continental    |    | 1 s 61        |            |
| 8 | Tejay van Garderen | États-Unis | Columbia-HTC            |    | 1 s 81        |            |
| 9 | Romain Feillu      | France     | Vacansoleil             |    | 2 s 14        |            |
| 10 | Steve Morabito     | Suisse     | BMC Racing              |    | 3 s 13        |            |

### 1reétape

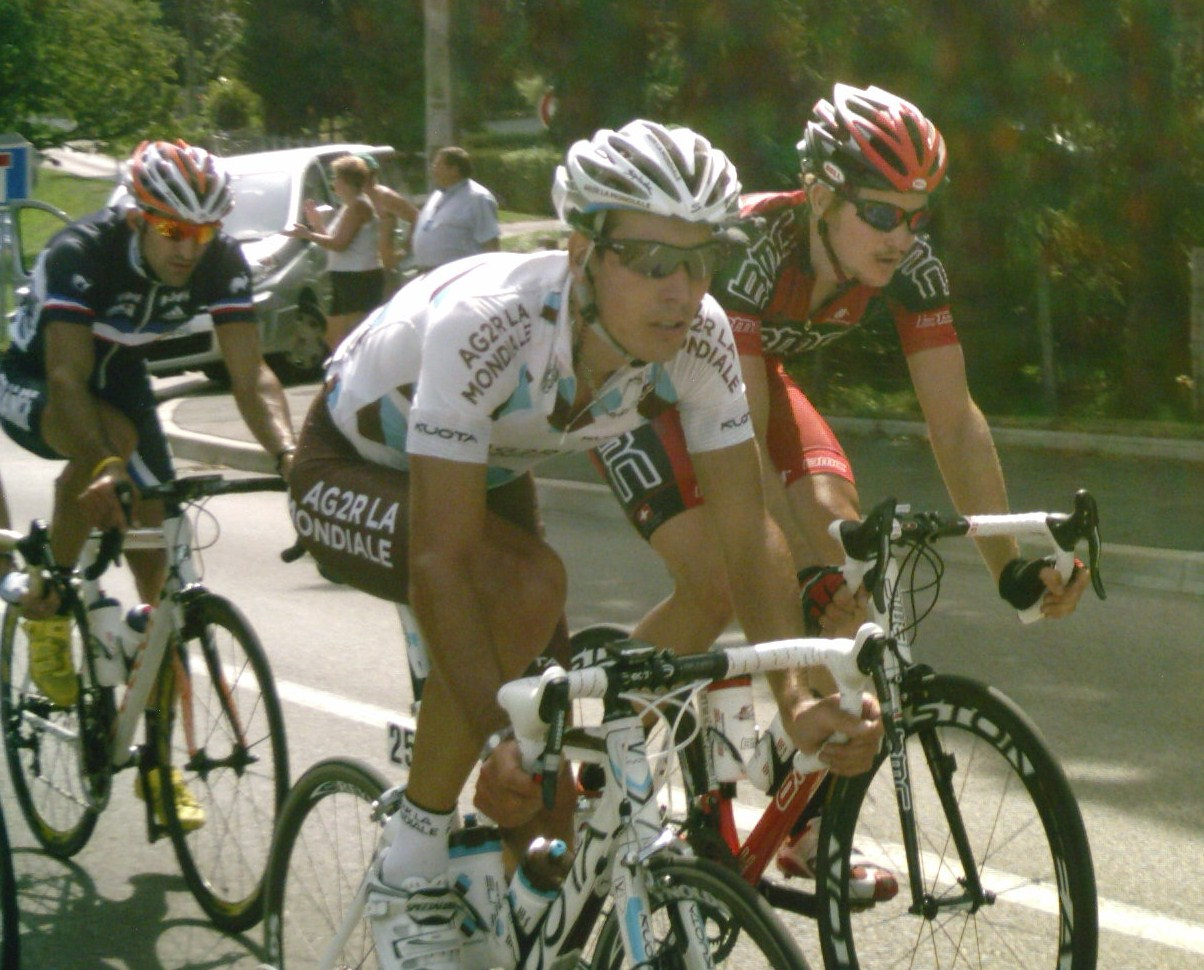
Trois des quatre échappés de la première étape traversant Gevrieux.

La première étape a eu lieu entre Lagnieu et Saint-Vulbas sur une distance de 144,4 kilomètres. Une seule difficulté est proposée aux coureurs, il s'agit du col de Fay situé à 25 kilomètres de l'arrivée.
Dès le départ, des attaques ont lieu et quatre coureurs se retrouvent échappés au quatorzième kilomètre. Avant d'être repris l'un d'entre eux, Geoffrey Soupe, sort seul. Trois autres coureurs, Julien Loubet, Ronan Racault et Chris Barton, le rejoignent et constituent la longue échappée du jour. Le groupe reste lié jusque dans la montée du col de Fay où Ronan Racault et Chris Barton ne suivent pas le rythme. Geoffrey Soupe parvient également à distancer Julien Loubet pour franchir le col en tête et ainsi devenir leader du classement de la montagne. Mais sous l'impulsion de l'équipe Saur-Sojasun et malgré le retour de Francisco Pérez dans le final de l'étape, les deux coureurs sont repris à un kilomètre et demi de l'arrivée. Stéphane Poulhiès s'adjuge la victoire d'étape devant Romain Feillu. Ainsi, grâce aux six secondes de bonifications accordées au second de l'étape, il devient le nouveau leader du classement général avec quatre secondes d'avance sur Haimar Zubeldia.

Classement de l'étape
| \| Classement de l'étape \| Classement de l'étape \| Classement de l'étape \| Classement de l'étape \| Classement de l'étape \| \| Coureur \| Coureur \| Pays \| Équipe \| Temps \| \| --------------------- \| --------------------- \| --------------------- \| --------------------- \| --------------------- \| \| 1er \| Stéphane Poulhiès \| France \| Saur-Sojasun \| 3 h 22 min 09 s \| \| 2e \| Romain Feillu \| France \| Vacansoleil \| + 0 s \| \| 3e \| Jean-Lou Paiani \| France \| \| + 0 s \| \| 4e \| Romain Hardy \| France \| Bretagne-Schuller \| + 0 s \| \| 5e \| Greg Van Avermaet \| Belgique \| Omega Pharma-Lotto \| + 0 s \| \| 6e \| Laurent Mangel \| France \| Saur-Sojasun \| + 0 s \| \| 7e \| Maxime Bouet \| France \| AG2R La Mondiale \| + 0 s \| \| 8e \| Gaël Malacarne \| France \| Bretagne-Schuller \| + 0 s \| \| 9e \| Karsten Kroon \| Pays-Bas \| BMC Racing Team \| + 0 s \| \| 10e \| Arnold Jeannesson \| France \| Caisse d'Épargne \| + 0 s \| |                   |          |                    |                 |
| |                   |          |                    |                 |
| Sources : ProCyclingStats Cycling Archives |                   |          |                    |                 |
| Classement de l'étape |                   |          |                    |                 |
| Coureur | Coureur           | Pays     | Équipe             | Temps           |
| 1er | Stéphane Poulhiès | France   | Saur-Sojasun       | 3 h 22 min 09 s |
| 2e | Romain Feillu     | France   | Vacansoleil        | + 0 s           |
| 3e | Jean-Lou Paiani   | France   |                    | + 0 s           |
| 4e | Romain Hardy      | France   | Bretagne-Schuller  | + 0 s           |
| 5e | Greg Van Avermaet | Belgique | Omega Pharma-Lotto | + 0 s           |
| 6e | Laurent Mangel    | France   | Saur-Sojasun       | + 0 s           |
| 7e | Maxime Bouet      | France   | AG2R La Mondiale   | + 0 s           |
| 8e | Gaël Malacarne    | France   | Bretagne-Schuller  | + 0 s           |
| 9e | Karsten Kroon     | Pays-Bas | BMC Racing Team    | + 0 s           |
| 10e | Arnold Jeannesson | France   | Caisse d'Épargne   | + 0 s           |

### 2eétape

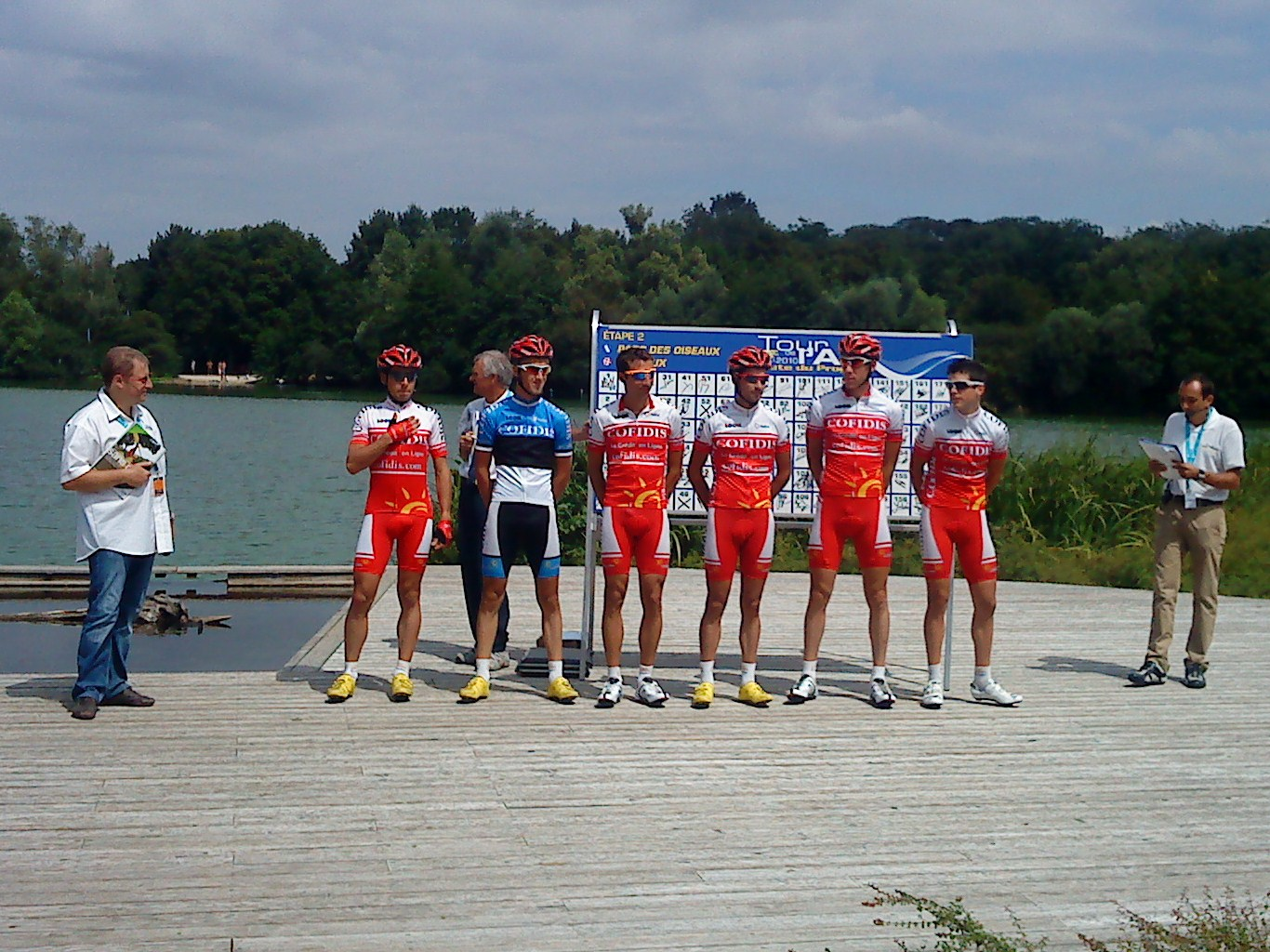
L'équipe Cofidis lors de la présentation dans l'arène de spectacle du Parc des oiseaux.

La seconde étape est une étape de plaine courue sur 134,7 kilomètres. Le départ est donné devant le Parc des oiseaux de Villars-les-Dombes et l'arrivée à Trévoux, commune limitrophe du département du Rhône. La seule côte répertoriée au Grand-prix de la montagne se situe au kilomètre 38,2 à Saint-Martin-du-Mont. Il s'agit d'une côte de quatrième catégorie. Un sprint intermédiaire attribuant des points au classement du meilleur sprinteur est mis en place à Neuville-sur-Ain au kilomètre 33,3.
Durant l'étape, trois coureurs sont échappés à partir du vingtième kilomètre. Il s'agit de Aleksejs Saramotins, Thomas Voeckler et Yevgeniy Sladkov. Cependant, l'étape étant propice à une arrivée groupée, les équipes de sprinteur, notamment celle du maillot jaune, ne permettent pas à ces coureurs prendre suffisamment d'avance pour espérer gagner l'étape. Le dernier rescapé de l'échappée, Aleksejs Saramotins, est repris à un kilomètre de l'arrivée. Romain Feillu, deuxième la veille, gagne et conforte sa première place au classement général.
Classement de l'étape
| \| Classement de l'étape \| Classement de l'étape \| Classement de l'étape \| Classement de l'étape \| Classement de l'étape \| \| Coureur \| Coureur \| Pays \| Équipe \| Temps \| \| --------------------- \| --------------------- \| --------------------- \| --------------------------- \| --------------------- \| \| 1er \| Romain Feillu \| France \| Vacansoleil \| 3 h 02 min 10 s \| \| 2e \| Steve Chainel \| France \| BBox Bouygues Telecom \| + 1 s \| \| 3e \| Tony Gallopin \| France \| Cofidis, le Crédit en Ligne \| + 1 s \| \| 4e \| Nacer Bouhanni \| France \| FDJ \| + 1 s \| \| 5e \| John Murphy \| États-Unis \| BMC Racing Team \| + 1 s \| \| 6e \| Fabien Bacquet \| France \| Big Mat-Auber 93 \| + 1 s \| \| 7e \| Stéphane Poulhiès \| France \| Saur-Sojasun \| + 1 s \| \| 8e \| Fumiyuki Beppu \| Japon \| Team RadioShack \| + 1 s \| \| 9e \| Kalle Kriit \| Estonie \| Cofidis, le Crédit en Ligne \| + 1 s \| \| 10e \| Romain Hardy \| France \| Bretagne-Schuller \| + 1 s \| |                   |            |                             |                 |
| |                   |            |                             |                 |
| Sources : ProCyclingStats Cycling Archives |                   |            |                             |                 |
| Classement de l'étape |                   |            |                             |                 |
| Coureur | Coureur           | Pays       | Équipe                      | Temps           |
| 1er | Romain Feillu     | France     | Vacansoleil                 | 3 h 02 min 10 s |
| 2e | Steve Chainel     | France     | BBox Bouygues Telecom       | + 1 s           |
| 3e | Tony Gallopin     | France     | Cofidis, le Crédit en Ligne | + 1 s           |
| 4e | Nacer Bouhanni    | France     | FDJ                         | + 1 s           |
| 5e | John Murphy       | États-Unis | BMC Racing Team             | + 1 s           |
| 6e | Fabien Bacquet    | France     | Big Mat-Auber 93            | + 1 s           |
| 7e | Stéphane Poulhiès | France     | Saur-Sojasun                | + 1 s           |
| 8e | Fumiyuki Beppu    | Japon      | Team RadioShack             | + 1 s           |
| 9e | Kalle Kriit       | Estonie    | Cofidis, le Crédit en Ligne | + 1 s           |
| 10e | Romain Hardy      | France     | Bretagne-Schuller           | + 1 s           |

### 3eétape

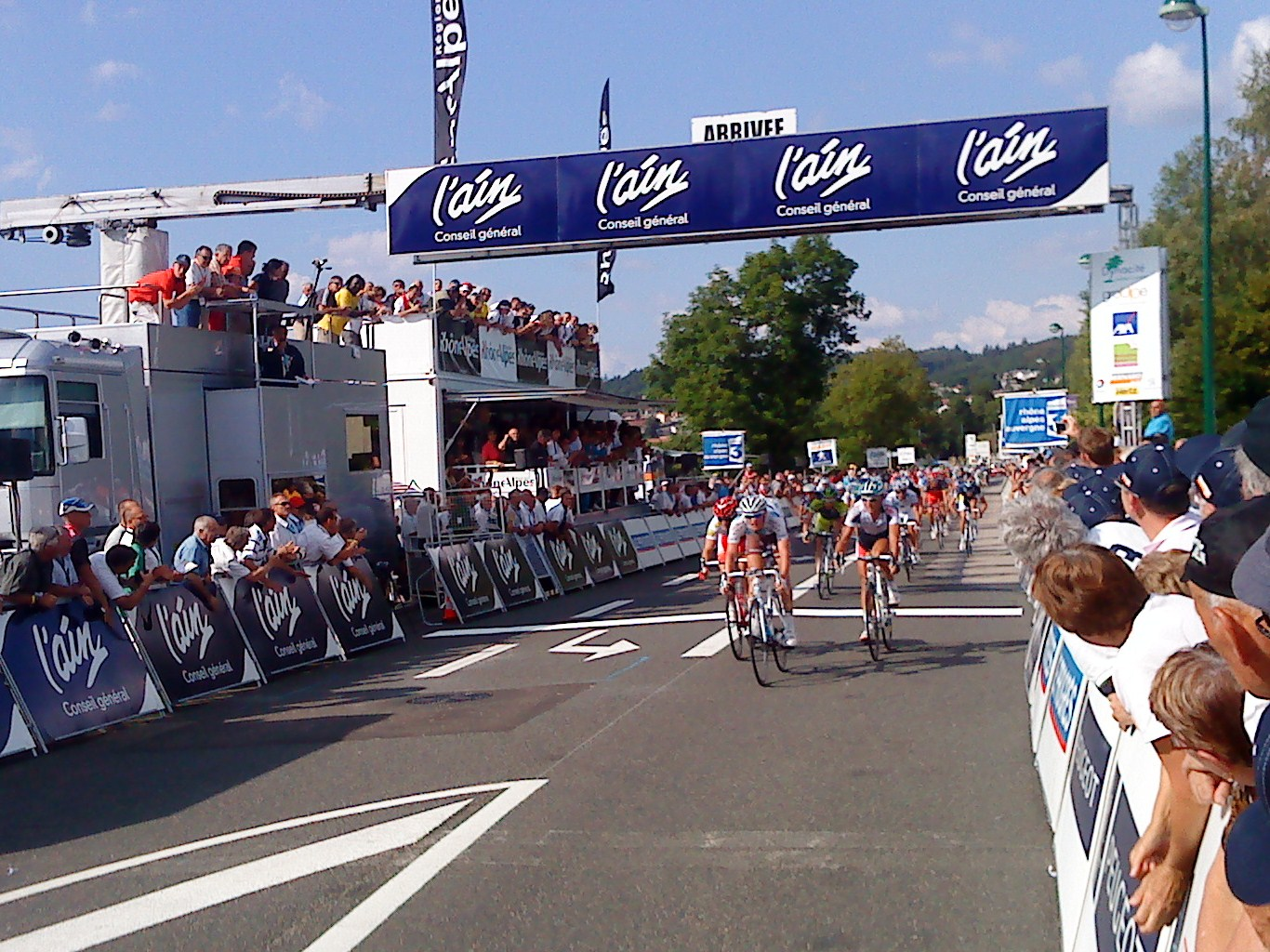
Victoire attribuée à Maxime Bouet, premier du peloton.

La troisième étape est la plus longue de cette édition du Tour de l'Ain. Elle comporte 164,5 kilomètres entre Montmerle-sur-Saône et Arbent et se décompose en deux parties. La première avec le départ de la Dombes et la traversée de la Bresse est relativement plane puis les premiers contrefort des monts du Jura avec l'arrivée dans le Haut-Bugey possède un relief plus montagneux. Cinq côtes sont aux programmes, elles sont toutes situées dans les 70 derniers kilomètres. Les deux premières côtes franchies sont de troisième catégorie, puis le col du Berthiand, placé à 28 kilomètres de l'arrivée est de première catégorie. Les deux dernières ascensions sont classées en deuxième puis quatrième catégorie.
Comme la veille, trois coureurs sont échappés. Il s'agit de Benoît Daeninck, Jean-Marc Bideau et Cyril Bessy. Le groupe parvient à prendre plus de quatre minutes d'avance, mais l'écart se réduit lorsque les premières difficultés débutent et l'échappée est terminée à quatre kilomètres de l'arrivée. Le Suisse Steve Morabito parvient à s'extirper du peloton à deux kilomètres de l'arrivée et franchir la ligne d'arrivée en tête, mais est déclassé pour n'avoir pas respecté le sens de franchissement d'un carrefour giratoire dans les derniers kilomètres. Maxime Bouet, premier du peloton est désigné vainqueur de l'étape. Tony Gallopin termine troisième et devient le nouveau leader du classement général.
Classement de l'étape
| \| Classement de l'étape \| Classement de l'étape \| Classement de l'étape \| Classement de l'étape \| Classement de l'étape \| \| Coureur \| Coureur \| Pays \| Équipe \| Temps \| \| --------------------- \| --------------------- \| --------------------- \| --------------------------- \| --------------------- \| \| 1er \| Maxime Bouet \| France \| AG2R La Mondiale \| 4 h 00 min 55 s \| \| 2e \| Greg Van Avermaet \| Belgique \| Omega Pharma-Lotto \| + 0 s \| \| 3e \| Tony Gallopin \| France \| Cofidis, le Crédit en Ligne \| + 0 s \| \| 4e \| Romain Hardy \| France \| Bretagne-Schuller \| + 0 s \| \| 5e \| Christophe Le Mével \| France \| FDJ \| + 0 s \| \| 6e \| Arnold Jeannesson \| France \| Caisse d'Épargne \| + 0 s \| \| 7e \| Thierry Hupond \| France \| Skil-Shimano \| + 0 s \| \| 8e \| Fabrice Jeandesboz \| France \| Saur-Sojasun \| + 0 s \| \| 9e \| Wout Poels \| Pays-Bas \| Vacansoleil \| + 0 s \| \| 10e \| Hubert Dupont \| France \| AG2R La Mondiale \| + 0 s \| |                     |          |                             |                 |
| |                     |          |                             |                 |
| Sources : ProCyclingStats Cycling Archives |                     |          |                             |                 |
| Classement de l'étape |                     |          |                             |                 |
| Coureur | Coureur             | Pays     | Équipe                      | Temps           |
| 1er | Maxime Bouet        | France   | AG2R La Mondiale            | 4 h 00 min 55 s |
| 2e | Greg Van Avermaet   | Belgique | Omega Pharma-Lotto          | + 0 s           |
| 3e | Tony Gallopin       | France   | Cofidis, le Crédit en Ligne | + 0 s           |
| 4e | Romain Hardy        | France   | Bretagne-Schuller           | + 0 s           |
| 5e | Christophe Le Mével | France   | FDJ                         | + 0 s           |
| 6e | Arnold Jeannesson   | France   | Caisse d'Épargne            | + 0 s           |
| 7e | Thierry Hupond      | France   | Skil-Shimano                | + 0 s           |
| 8e | Fabrice Jeandesboz  | France   | Saur-Sojasun                | + 0 s           |
| 9e | Wout Poels          | Pays-Bas | Vacansoleil                 | + 0 s           |
| 10e | Hubert Dupont       | France   | AG2R La Mondiale            | + 0 s           |

### 4eétape

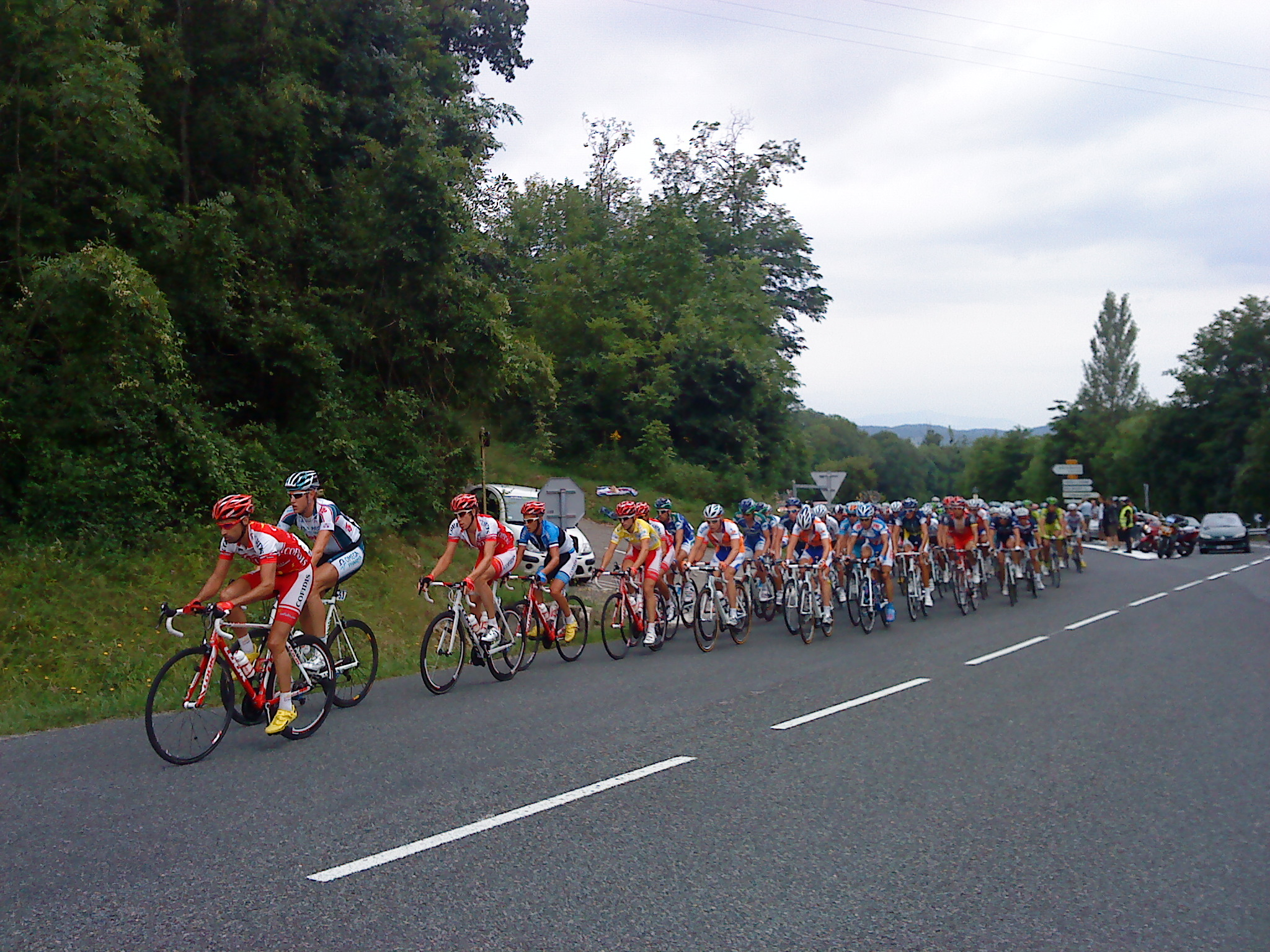
L'équipe Cofidis impose le tempo derrière les échappées au début du col du Grand Colombier.

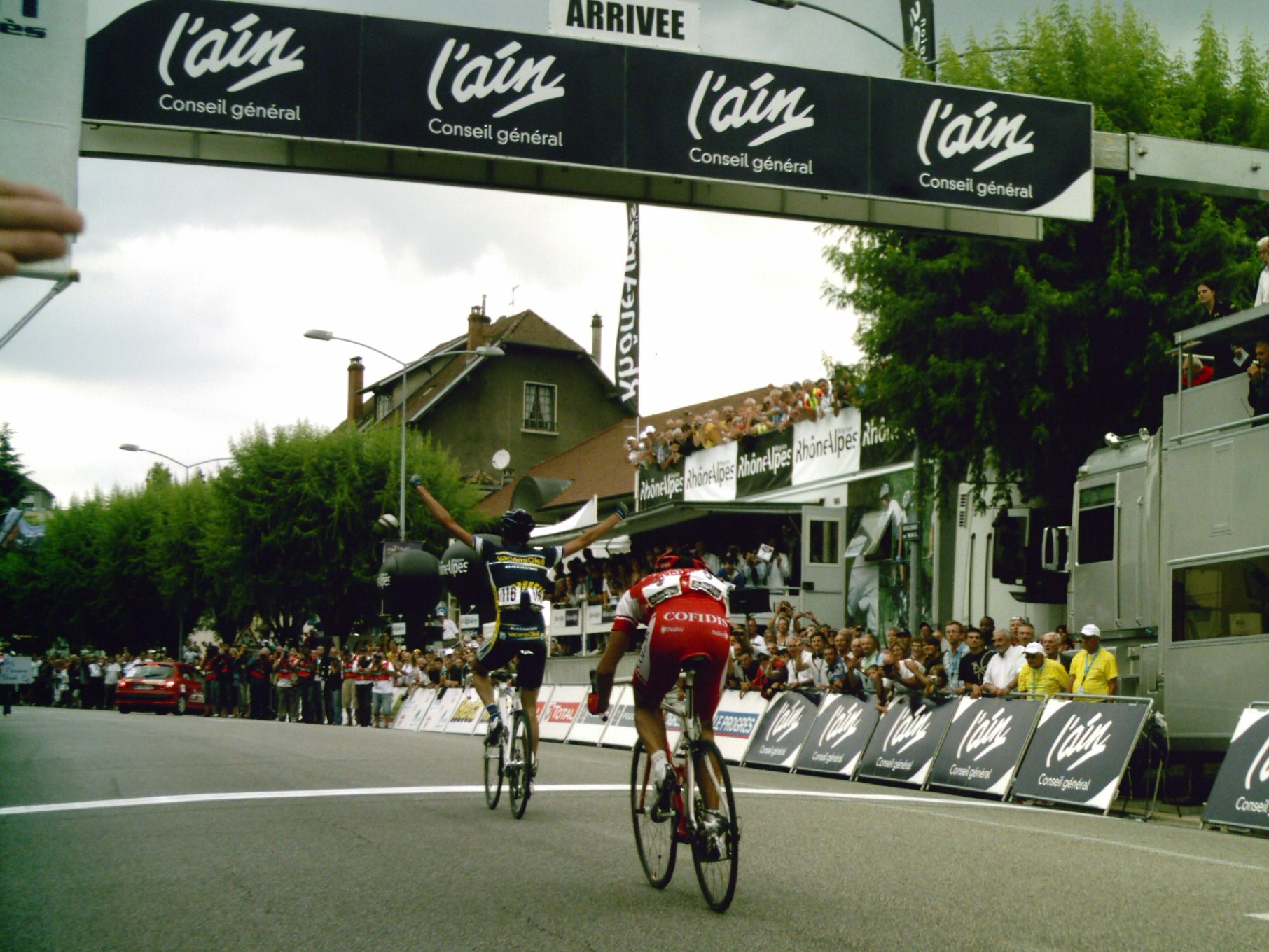
Victoire de Wout Poels devant David Moncoutié.

La dernière étape a lieu entre Culoz et Belley sur une distance de 126,1 kilomètres. La première partie de l'étape tracé dans le Bas-Bugey ne comporte pas de difficulté. Après le passage du sprint intermédiaire d'Artemare est placée l'ascension de la côte de Champagne-en-Valromey classée en troisième catégorie puis le col classé hors catégorie du Grand Colombier placé 35 kilomètres de l'arrivée et qui constitue la dernière difficulté de la course.
À l'arrivée, un groupe de quatre coureurs se présente pour le sprint. Wout Poels gagne l'étape devant David Moncoutié et Thibaut Pinot. Quatrième de l'étape, Haimar Zubeldia ne reçoit pas de bonification de temps contrairement à Wouter Poels qui récupère dix secondes. Au classement général, les deux hommes se retrouvent dans la même seconde, et sont départagés grâce au temps enregistré durant le prologue. Haimar Zubeldia est donc déclaré vainqueur du Tour de l'Ain 2010 pour deux dixièmes de seconde.
Classement de l'étape
| \| Classement de l'étape \| Classement de l'étape \| Classement de l'étape \| Classement de l'étape \| Classement de l'étape \| \| Coureur \| Coureur \| Pays \| Équipe \| Temps \| \| --------------------- \| --------------------- \| --------------------- \| --------------------------- \| --------------------- \| \| 1er \| Wout Poels \| Pays-Bas \| Vacansoleil \| 3 h 15 min 39 s \| \| 2e \| David Moncoutié \| France \| Cofidis, le Crédit en Ligne \| + 0 s \| \| 3e \| Thibaut Pinot \| France \| FDJ \| + 0 s \| \| 4e \| Haimar Zubeldia \| Espagne \| Team RadioShack \| + 0 s \| \| 5e \| Fabrice Jeandesboz \| France \| Saur-Sojasun \| + 3 s \| \| 6e \| Johann Tschopp \| Suisse \| BBox Bouygues Telecom \| + 3 s \| \| 7e \| Jérôme Coppel \| France \| Saur-Sojasun \| + 5 s \| \| 8e \| Tejay van Garderen \| États-Unis \| HTC-Columbia \| + 5 s \| \| 9e \| Greg Van Avermaet \| Belgique \| Omega Pharma-Lotto \| + 28 s \| \| 10e \| Maxime Méderel \| France \| Big Mat-Auber 93 \| + 38 s \| |                    |            |                             |                 |
| |                    |            |                             |                 |
| Sources : ProCyclingStats Cycling Archives |                    |            |                             |                 |
| Classement de l'étape |                    |            |                             |                 |
| Coureur | Coureur            | Pays       | Équipe                      | Temps           |
| 1er | Wout Poels         | Pays-Bas   | Vacansoleil                 | 3 h 15 min 39 s |
| 2e | David Moncoutié    | France     | Cofidis, le Crédit en Ligne | + 0 s           |
| 3e | Thibaut Pinot      | France     | FDJ                         | + 0 s           |
| 4e | Haimar Zubeldia    | Espagne    | Team RadioShack             | + 0 s           |
| 5e | Fabrice Jeandesboz | France     | Saur-Sojasun                | + 3 s           |
| 6e | Johann Tschopp     | Suisse     | BBox Bouygues Telecom       | + 3 s           |
| 7e | Jérôme Coppel      | France     | Saur-Sojasun                | + 5 s           |
| 8e | Tejay van Garderen | États-Unis | HTC-Columbia                | + 5 s           |
| 9e | Greg Van Avermaet  | Belgique   | Omega Pharma-Lotto          | + 28 s          |
| 10e | Maxime Méderel     | France     | Big Mat-Auber 93            | + 38 s          |

## Classements finals

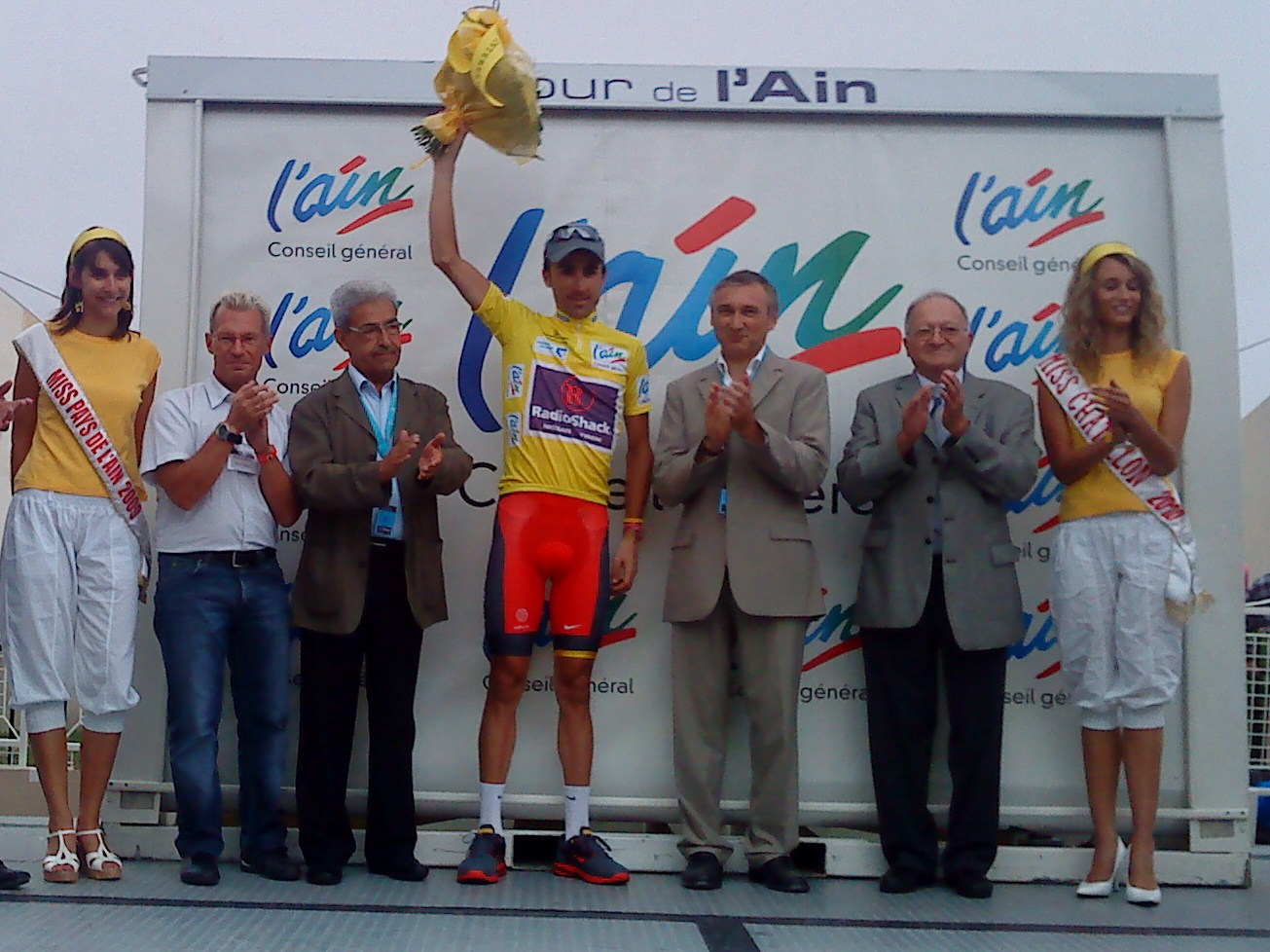
Maillot jaune : Haimar Zubeldia.
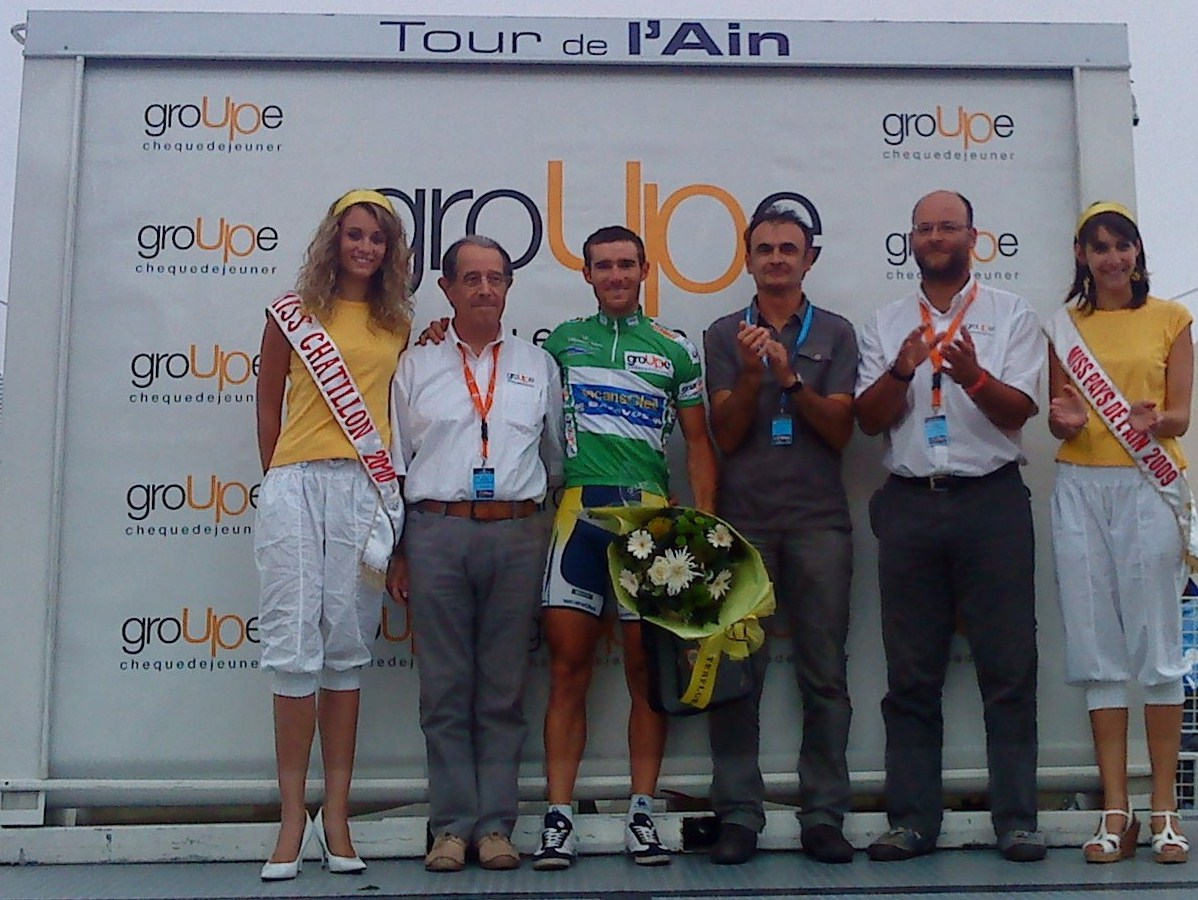
Maillot vert : Romain Feillu.
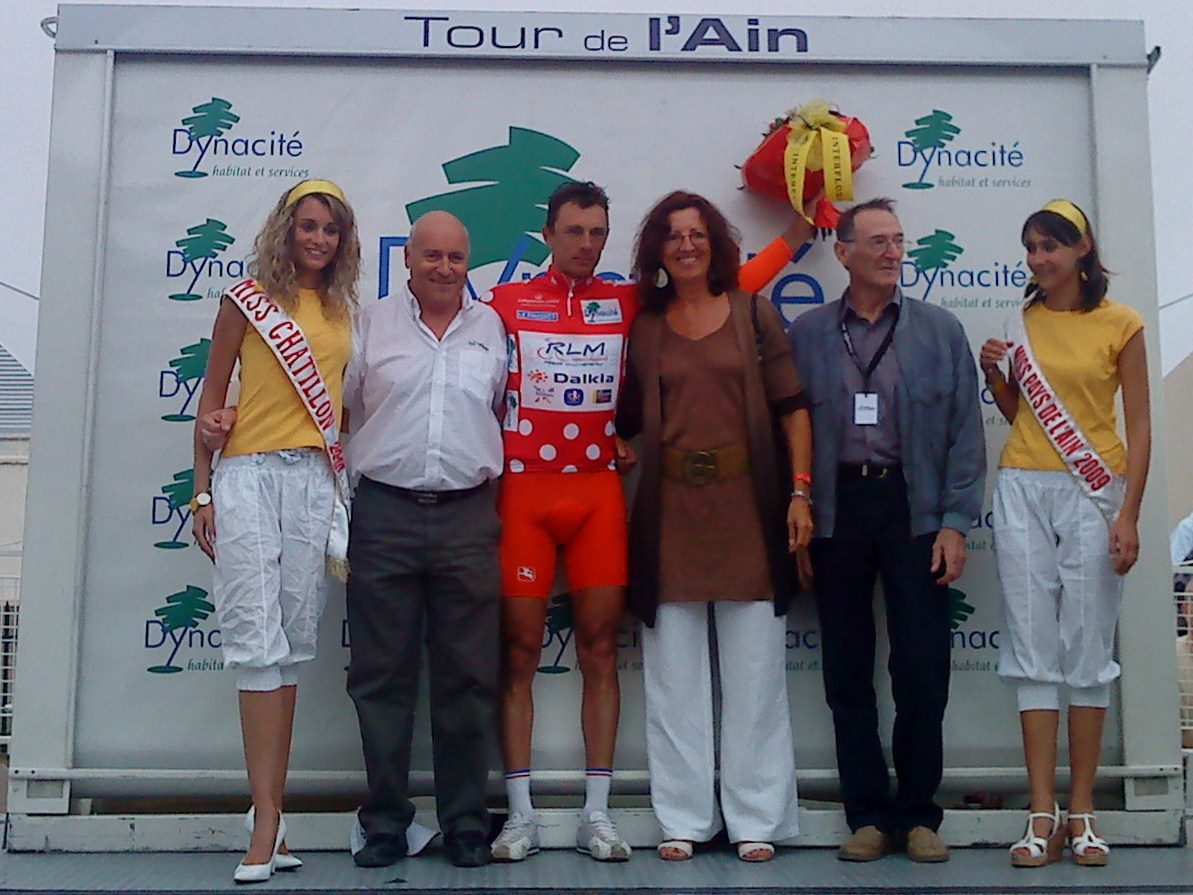
Maillot à pois : Benoît Daeninck.
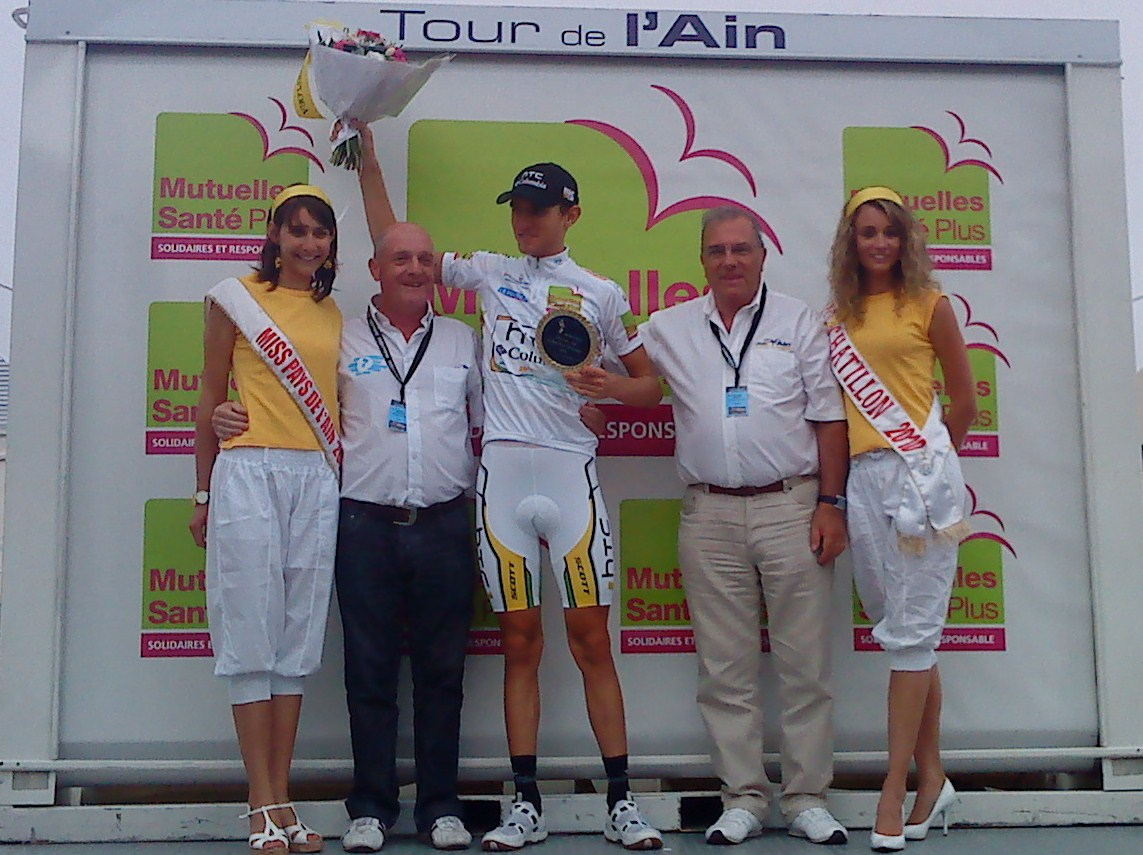
Maillot blanc : Tejay van Garderen.
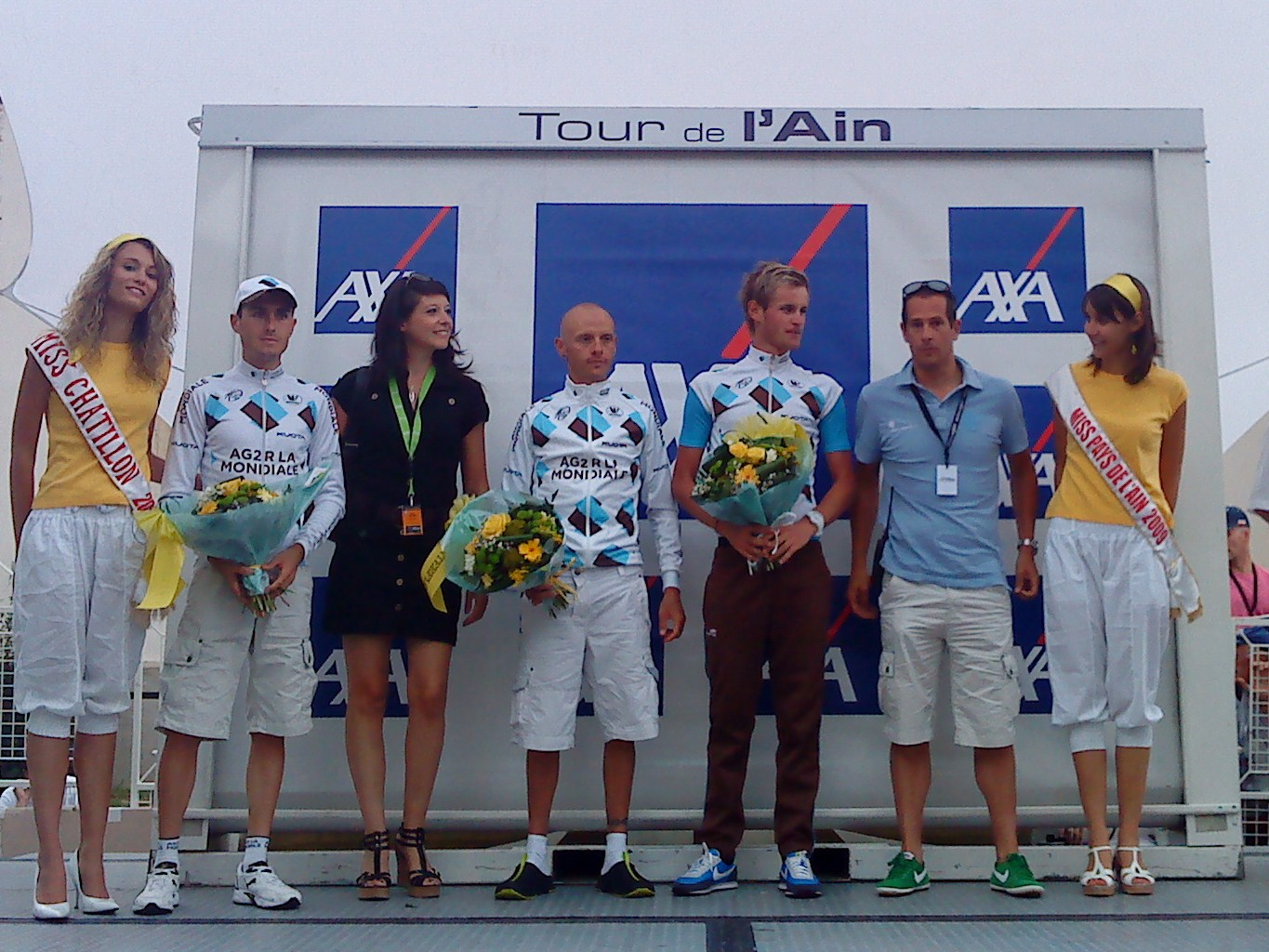
Meilleure équipe : AG2R La Mondiale.

### Classement général[26]
| \| Classement général \| Classement général \| Classement général \| Classement général \| Classement général \| \| Coureur \| Coureur \| Pays \| Équipe \| Temps \| \| ------------------ \| ------------------ \| ------------------ \| --------------------------- \| ------------------ \| \| 1er \| Haimar Zubeldia \| Espagne \| Team RadioShack \| 13 h 44 min 32 s \| \| 2e \| Wout Poels \| Pays-Bas \| Vacansoleil \| + 0 s \| \| 3e \| David Moncoutié \| France \| Cofidis, le Crédit en Ligne \| + 5 s \| \| 4e \| Tejay van Garderen \| États-Unis \| HTC-Columbia \| + 7 s \| \| 5e \| Thibaut Pinot \| France \| FDJ \| + 10 s \| \| 6e \| Jérôme Coppel \| France \| Saur-Sojasun \| + 11 s \| \| 7e \| Fabrice Jeandesboz \| France \| Saur-Sojasun \| + 13 s \| \| 8e \| Johann Tschopp \| Suisse \| BBox Bouygues Telecom \| + 19 s \| \| 9e \| Greg Van Avermaet \| Belgique \| Omega Pharma-Lotto \| + 23 s \| \| 10e \| Tony Gallopin \| France \| Cofidis, le Crédit en Ligne \| + 31 s \| |                    |            |                             |                  |
| |                    |            |                             |                  |
| Sources : ProCyclingStats Cycling Archives |                    |            |                             |                  |
| Classement général |                    |            |                             |                  |
| Coureur | Coureur            | Pays       | Équipe                      | Temps            |
| 1er | Haimar Zubeldia    | Espagne    | Team RadioShack             | 13 h 44 min 32 s |
| 2e | Wout Poels         | Pays-Bas   | Vacansoleil                 | + 0 s            |
| 3e | David Moncoutié    | France     | Cofidis, le Crédit en Ligne | + 5 s            |
| 4e | Tejay van Garderen | États-Unis | HTC-Columbia                | + 7 s            |
| 5e | Thibaut Pinot      | France     | FDJ                         | + 10 s           |
| 6e | Jérôme Coppel      | France     | Saur-Sojasun                | + 11 s           |
| 7e | Fabrice Jeandesboz | France     | Saur-Sojasun                | + 13 s           |
| 8e | Johann Tschopp     | Suisse     | BBox Bouygues Telecom       | + 19 s           |
| 9e | Greg Van Avermaet  | Belgique   | Omega Pharma-Lotto          | + 23 s           |
| 10e | Tony Gallopin      | France     | Cofidis, le Crédit en Ligne | + 31 s           |

### Classements annexes
| Classement par points | Classement par points | Classement par points | Classement par points       | Classement par points |
| Coureur               | Coureur               | Pays                  | Équipe                      | Points                |
| --------------------- | --------------------- | --------------------- | --------------------------- | --------------------- |
| 1er                   | Romain Feillu         | France                | Vacansoleil                 | 47 pts                |
| 2e                    | Greg Van Avermaet     | Belgique              | Omega Pharma-Lotto          | 47 pts                |
| 3e                    | Maxime Bouet          | France                | AG2R La Mondiale            | 38 pts                |
| 4e                    | Romain Hardy          | France                | Bretagne-Schuller           | 38 pts                |
| 5e                    | Tony Gallopin         | France                | Cofidis, le Crédit en Ligne | 37 pts                |
| 6e                    | Wout Poels            | Pays-Bas              | Vacansoleil                 | 35 pts                |
| 7e                    | Haimar Zubeldia       | Espagne               | Team RadioShack             | 31 pts                |
| 8e                    | David Moncoutié       | France                | Cofidis, le Crédit en Ligne | 20 pts                |
| 9e                    | Fabrice Jeandesboz    | France                | Saur-Sojasun                | 20 pts                |
| 10e                   | Thibaut Pinot         | France                | FDJ                         | 17 pts                |

| Classement par points | Classement par points | Classement par points | Classement par points       | Classement par points |
| Coureur               | Coureur               | Pays                  | Équipe                      | Points                |
| --------------------- | --------------------- | --------------------- | --------------------------- | --------------------- |
| 1er                   | Romain Feillu         | France                | Vacansoleil                 | 47 pts                |
| 2e                    | Greg Van Avermaet     | Belgique              | Omega Pharma-Lotto          | 47 pts                |
| 3e                    | Maxime Bouet          | France                | AG2R La Mondiale            | 38 pts                |
| 4e                    | Romain Hardy          | France                | Bretagne-Schuller           | 38 pts                |
| 5e                    | Tony Gallopin         | France                | Cofidis, le Crédit en Ligne | 37 pts                |
| 6e                    | Wout Poels            | Pays-Bas              | Vacansoleil                 | 35 pts                |
| 7e                    | Haimar Zubeldia       | Espagne               | Team RadioShack             | 31 pts                |
| 8e                    | David Moncoutié       | France                | Cofidis, le Crédit en Ligne | 20 pts                |
| 9e                    | Fabrice Jeandesboz    | France                | Saur-Sojasun                | 20 pts                |
| 10e                   | Thibaut Pinot         | France                | FDJ                         | 17 pts                |

| Classement de la montagne | Classement de la montagne | Classement de la montagne | Classement de la montagne   | Classement de la montagne |
| Coureur                   | Coureur                   | Pays                      | Équipe                      | Points                    |
| ------------------------- | ------------------------- | ------------------------- | --------------------------- | ------------------------- |
| 1er                       | Benoît Daeninck           | France                    | Roubaix Lille Métropole     | 39 pts                    |
| 2e                        | Wout Poels                | Pays-Bas                  | Vacansoleil                 | 31 pts                    |
| 3e                        | Thibaut Pinot             | France                    | FDJ                         | 21 pts                    |
| 4e                        | Jean-Marc Bideau          | France                    | Bretagne-Schuller           | 20 pts                    |
| 5e                        | Cédric Pineau             | France                    | Roubaix Lille Métropole     | 15 pts                    |
| 6e                        | David Moncoutié           | France                    | Cofidis, le Crédit en Ligne | 11 pts                    |
| 7e                        | Geoffrey Soupe            | France                    | Club Cycliste d'Étupes      | 10 pts                    |
| 8e                        | Johann Tschopp            | Suisse                    | BBox Bouygues Telecom       | 10 pts                    |
| 9e                        | Arnaud Courteille         | France                    | UC Nantes Atlantique        | 10 pts                    |
| 10e                       | Tejay van Garderen        | États-Unis                | HTC-Columbia                | 7 pts                     |

| Classement de la montagne | Classement de la montagne | Classement de la montagne | Classement de la montagne   | Classement de la montagne |
| Coureur                   | Coureur                   | Pays                      | Équipe                      | Points                    |
| ------------------------- | ------------------------- | ------------------------- | --------------------------- | ------------------------- |
| 1er                       | Benoît Daeninck           | France                    | Roubaix Lille Métropole     | 39 pts                    |
| 2e                        | Wout Poels                | Pays-Bas                  | Vacansoleil                 | 31 pts                    |
| 3e                        | Thibaut Pinot             | France                    | FDJ                         | 21 pts                    |
| 4e                        | Jean-Marc Bideau          | France                    | Bretagne-Schuller           | 20 pts                    |
| 5e                        | Cédric Pineau             | France                    | Roubaix Lille Métropole     | 15 pts                    |
| 6e                        | David Moncoutié           | France                    | Cofidis, le Crédit en Ligne | 11 pts                    |
| 7e                        | Geoffrey Soupe            | France                    | Club Cycliste d'Étupes      | 10 pts                    |
| 8e                        | Johann Tschopp            | Suisse                    | BBox Bouygues Telecom       | 10 pts                    |
| 9e                        | Arnaud Courteille         | France                    | UC Nantes Atlantique        | 10 pts                    |
| 10e                       | Tejay van Garderen        | États-Unis                | HTC-Columbia                | 7 pts                     |

| Classement du meilleur jeune | Classement du meilleur jeune | Classement du meilleur jeune | Classement du meilleur jeune | Classement du meilleur jeune |
| Coureur                      | Coureur                      | Pays                         | Équipe                       | Temps                        |
| ---------------------------- | ---------------------------- | ---------------------------- | ---------------------------- | ---------------------------- |
| 1er                          | Tejay van Garderen           | États-Unis                   | HTC-Columbia                 | 13 h 44 min 39 s             |
| 2e                           | Thibaut Pinot                | France                       | FDJ                          | + 3 s                        |
| 3e                           | Tony Gallopin                | France                       | Cofidis, le Crédit en Ligne  | + 24 s                       |
| 4e                           | Wilco Kelderman              | Pays-Bas                     | Rabobank Continental         | + 31 s                       |
| 5e                           | Romain Hardy                 | France                       | Bretagne-Schuller            | + 43 s                       |
| 6e                           | Thomas Bonnin                | France                       |                              | + 47 s                       |
| 7e                           | Thomas Damuseau              | France                       | Skil-Shimano                 | + 6 min 31 s                 |
| 8e                           | Yoann Barbas                 | France                       | Chambéry CF                  | + 6 min 39 s                 |
| 9e                           | Romain Bardet                | France                       | Chambéry CF                  | + 7 min 21 s                 |
| 10e                          | Matthieu Boulo               | France                       | Roubaix Lille Métropole      | + 8 min 00 s                 |

| Classement du meilleur jeune | Classement du meilleur jeune | Classement du meilleur jeune | Classement du meilleur jeune | Classement du meilleur jeune |
| Coureur                      | Coureur                      | Pays                         | Équipe                       | Temps                        |
| ---------------------------- | ---------------------------- | ---------------------------- | ---------------------------- | ---------------------------- |
| 1er                          | Tejay van Garderen           | États-Unis                   | HTC-Columbia                 | 13 h 44 min 39 s             |
| 2e                           | Thibaut Pinot                | France                       | FDJ                          | + 3 s                        |
| 3e                           | Tony Gallopin                | France                       | Cofidis, le Crédit en Ligne  | + 24 s                       |
| 4e                           | Wilco Kelderman              | Pays-Bas                     | Rabobank Continental         | + 31 s                       |
| 5e                           | Romain Hardy                 | France                       | Bretagne-Schuller            | + 43 s                       |
| 6e                           | Thomas Bonnin                | France                       |                              | + 47 s                       |
| 7e                           | Thomas Damuseau              | France                       | Skil-Shimano                 | + 6 min 31 s                 |
| 8e                           | Yoann Barbas                 | France                       | Chambéry CF                  | + 6 min 39 s                 |
| 9e                           | Romain Bardet                | France                       | Chambéry CF                  | + 7 min 21 s                 |
| 10e                          | Matthieu Boulo               | France                       | Roubaix Lille Métropole      | + 8 min 00 s                 |

| Classement par équipes | Classement par équipes      | Classement par équipes | Classement par équipes |
| Équipe                 | Équipe                      | Pays                   | Temps                  |
| ---------------------- | --------------------------- | ---------------------- | ---------------------- |
| 1re                    | AG2R La Mondiale            | France                 | 41 h 20 min 06 s       |
| 2e                     | Vacansoleil                 | Pays-Bas               | + 38 s                 |
| 3e                     | Cofidis, le Crédit en Ligne | France                 | + 45 s                 |
| 4e                     | Team RadioShack             | États-Unis             | + 50 s                 |
| 5e                     | FDJ                         | France                 | + 1 min 14 s           |
| 6e                     | Omega Pharma-Lotto          | Belgique               | + 3 min 13 s           |
| 7e                     | Caisse d'Épargne            | Espagne                | + 6 min 19 s           |
| 8e                     | France espoirs              | France                 | + 7 min 25 s           |
| 9e                     | Skil-Shimano                | Pays-Bas               | + 9 min 51 s           |
| 10e                    | Big Mat-Auber 93            | France                 | + 11 min 15 s          |

| Classement par équipes | Classement par équipes      | Classement par équipes | Classement par équipes |
| Équipe                 | Équipe                      | Pays                   | Temps                  |
| ---------------------- | --------------------------- | ---------------------- | ---------------------- |
| 1re                    | AG2R La Mondiale            | France                 | 41 h 20 min 06 s       |
| 2e                     | Vacansoleil                 | Pays-Bas               | + 38 s                 |
| 3e                     | Cofidis, le Crédit en Ligne | France                 | + 45 s                 |
| 4e                     | Team RadioShack             | États-Unis             | + 50 s                 |
| 5e                     | FDJ                         | France                 | + 1 min 14 s           |
| 6e                     | Omega Pharma-Lotto          | Belgique               | + 3 min 13 s           |
| 7e                     | Caisse d'Épargne            | Espagne                | + 6 min 19 s           |
| 8e                     | France espoirs              | France                 | + 7 min 25 s           |
| 9e                     | Skil-Shimano                | Pays-Bas               | + 9 min 51 s           |
| 10e                    | Big Mat-Auber 93            | France                 | + 11 min 15 s          |

## Évolution des classements
| Étape              |                             | Vainqueur _       | Classement général | Classement par points | Meilleur grimpeur | Meilleur jeune     | Super-combatif  | Meilleure équipe     |
| ------------------ | --------------------------- | ----------------- | ------------------ | --------------------- | ----------------- | ------------------ | --------------- | -------------------- |
| Prologue           | contre-la-montre individuel | Haimar Zubeldia   | Haimar Zubeldia    | Haimar Zubeldia       | Haimar Zubeldia   | Wilco Kelderman    | Haimar Zubeldia | Rabobank Continental |
| 1re étape          |                             | Stéphane Poulhiès | Romain Feillu      | Stéphane Poulhiès     | Geoffrey Soupe    | Wilco Kelderman    | Geoffrey Soupe  | HTC-Columbia         |
| 2e étape           |                             | Romain Feillu     | Romain Feillu      | Romain Feillu         | Geoffrey Soupe    | Tony Gallopin      | non attribué    | Vacansoleil          |
| 3e étape           |                             | Maxime Bouet      | Tony Gallopin      | Romain Feillu         | Benoît Daeninck   | Tony Gallopin      | Benoît Daeninck | Vacansoleil          |
| 4e étape           |                             | Wout Poels        | Haimar Zubeldia    | Romain Feillu         | Benoît Daeninck   | Tejay van Garderen | Jérôme Coppel   | AG2R La Mondiale     |
| Classements finals | Classements finals          |                   | Haimar Zubeldia    | Romain Feillu         | Benoît Daeninck   | Tejay van Garderen | Jérôme Coppel   | AG2R La Mondiale     |

## Les coureurs engagés
Dix-huit équipes sont invitées pour cette édition du Tour de l'Ain ce qui représente un peloton de 108 coureurs. Rein Taaramäe le tenant du titre n'est pas engagé pour cette édition. Cependant quelques coureurs font office de favori comme Haimar Zubeldia, Steve Morabito, Marco Pinotti ou Tejay van Garderen. Quelques coureurs français sont également désignés comme tête d'affiche à l'instar des coureurs de la Cofidis David Moncoutié et Damien Monier ou encore le champion de France Thomas Voeckler. Christophe Le Mével, Maxime Bouet, Cyril Dessel, John Gadret, Jérôme Coppel et Brice Feillu en complètent la liste.
| Légende                             | Légende                                                                                                  | Légende                                | Légende                                                                                                  |
| ----------------------------------- | --- | -------------------------------------- | --- |
| Num                                 | Dossard de départ porté par le coureur sur ce Tour de l'Ain                                              | Pos                                    | Position finale au classement général                                                                    |
| Leader du classement général        | Indique le vainqueur du classement général                                                               | Leader du classement par points        | Indique le vainqueur du classement par points                                                            |
| Leader du classement de la montagne | Indique le vainqueur du classement de la montagne                                                        | Leader du classement du meilleur jeune | Indique le vainqueur du classement du meilleur jeune                                                     |
|                                     | Indique un maillot de champion national ou mondial, suivi de sa spécialité                               | #                                      | Indique la meilleure équipe                                                                              |
| NP                                  | Indique un coureur qui n'a pas pris le départ d'une étape, suivi du numéro de l'étape où il s'est retiré | AB                                     | Indique un coureur qui n'a pas terminé une étape, suivi du numéro de l'étape où il s'est retiré          |
| HD                                  | Indique un coureur qui a terminé une étape hors des délais, suivi du numéro de l'étape                   | *                                      | Indique un coureur en lice pour le classement du meilleur jeune (coureurs nés après le 1er janvier 1990) |

| Cofidis, le Crédit en Ligne COF | Cofidis, le Crédit en Ligne COF | Cofidis, le Crédit en Ligne COF |
| ------------------------------- | ------------------------------- | ------------------------------- |
| Num                             | Coureur                         | Pos                             |
| 1                               | Mickaël Buffaz (FRA)            | 27e                             |
| 2                               | Rémi Cusin (FRA)                | 88e                             |
| 3                               | Tony Gallopin (FRA)             | 10e                             |
| 4                               | Kalle Kriit (EST)               | AB-4                            |
| 5                               | David Moncoutié (FRA)           | 3e                              |
| 6                               | Damien Monier (FRA)             | 65e                             |

| FDJ | FDJ                       | FDJ |
| --- | ------------------------- | --- |
| Num | Coureur                   | Pos |
| 11  | Nacer Bouhanni (FRA)      | 89e |
| 12  | Nicolas Capdepuy (FRA)    | 40e |
| 13  | Pierre Cazaux (FRA)       | 38e |
| 14  | Rémy Di Grégorio (FRA)    | 31e |
| 15  | Christophe Le Mével (FRA) | 16e |
| 16  | Thibaut Pinot (FRA)       | 5e  |

| AG2R La Mondiale ALM | AG2R La Mondiale ALM | AG2R La Mondiale ALM |
| -------------------- | -------------------- | -------------------- |
| Num                  | Coureur              | Pos                  |
| 21                   | Maxime Bouet (FRA)   | 11e                  |
| 22                   | Cyril Dessel (FRA)   | 72e                  |
| 23                   | Hubert Dupont (FRA)  | 24e                  |
| 24                   | John Gadret (FRA)    | 26e                  |
| 25                   | Julien Loubet (FRA)  | 48e                  |
| 26                   | Ludovic Turpin (FRA) | 37e                  |

| HTC-Columbia THR | HTC-Columbia THR          | HTC-Columbia THR |
| ---------------- | ------------------------- | ---------------- |
| Num              | Coureur                   | Pos              |
| 31               | Vicente Reynés (ESP)      | 80e              |
| 32               | Leigh Howard (AUS)        | 87e              |
| 33               | Craig Lewis (USA)         | 78e              |
| 34               | Marco Pinotti (ITA)       | 28e              |
| 35               | Aleksejs Saramotins (LAT) | 74e              |
| 36               | Tejay van Garderen (USA)  | 4e               |

| Caisse d'Épargne GCE | Caisse d'Épargne GCE          | Caisse d'Épargne GCE |
| -------------------- | ----------------------------- | -------------------- |
| Num                  | Coureur                       | Pos                  |
| 41                   | Arnaud Coyot (FRA)            | 82e                  |
| 42                   | Mathieu Drujon (FRA)          | AB-4                 |
| 43                   | Arnold Jeannesson (FRA)       | 19e                  |
| 44                   | Francisco Pérez Sánchez (ESP) | 43e                  |
| 45                   | Mathieu Perget (FRA)          | 22e                  |

| Omega Pharma-Lotto OLO | Omega Pharma-Lotto OLO  | Omega Pharma-Lotto OLO |
| ---------------------- | ----------------------- | ---------------------- |
| Num                    | Coureur                 | Pos                    |
| 51                     | Jan Bakelants (BEL)     | 25e                    |
| 52                     | Christophe Brandt (BEL) | AB-1                   |
| 53                     | Olivier Kaisen (BEL)    | AB-4                   |
| 54                     | Greg Van Avermaet (BEL) | 9e                     |
| 55                     | Jelle Vanendert (BEL)   | AB-4                   |
| 56                     | Jurgen Van Goolen (BEL) | 30e                    |

| Team RadioShack RSH | Team RadioShack RSH     | Team RadioShack RSH |
| ------------------- | ----------------------- | ------------------- |
| Num                 | Coureur                 | Pos                 |
| 61                  | Fumiyuki Beppu (JPN)    | 50e                 |
| 62                  | Markel Irizar (ESP)     | 68e                 |
| 63                  | Ivan Rovny (RUS)        | 46e                 |
| 64                  | Dmitri Mouraviov (KAZ)  | 39e                 |
| 65                  | José Luis Rubiera (ESP) | 36e                 |
| 66                  | Haimar Zubeldia (ESP)   | 1er                 |

| BBox Bouygues Telecom BTL | BBox Bouygues Telecom BTL | BBox Bouygues Telecom BTL |
| ------------------------- | ------------------------- | ------------------------- |
| Num                       | Coureur                   | Pos                       |
| 71                        | Thomas Voeckler (FRA)     | AB-3                      |
| 72                        | Steve Chainel (FRA)       | AB-4                      |
| 73                        | Franck Bouyer (FRA)       | 79e                       |
| 74                        | Giovanni Bernaudeau (FRA) | 44e                       |
| 75                        | Mathieu Claude (FRA)      | 69e                       |
| 76                        | Johann Tschopp (SUI)      | 8e                        |

| Saur-Sojasun SAU | Saur-Sojasun SAU         | Saur-Sojasun SAU |
| ---------------- | ------------------------ | ---------------- |
| Num              | Coureur                  | Pos              |
| 81               | Cyril Bessy (FRA)        | AB-4             |
| 82               | Jérôme Coppel (FRA)      | 6e               |
| 83               | Jonathan Hivert (FRA)    | AB-4             |
| 84               | Fabrice Jeandesboz (FRA) | 7e               |
| 85               | Laurent Mangel (FRA)     | AB-4             |
| 86               | Stéphane Poulhiès (FRA)  | AB-4             |

| BMC Racing Team BMC | BMC Racing Team BMC  | BMC Racing Team BMC |
| ------------------- | -------------------- | ------------------- |
| Num                 | Coureur              | Pos                 |
| 91                  | Karsten Kroon (NED)  | 76e                 |
| 92                  | Martin Kohler (SUI)  | NP-4                |
| 93                  | John Murphy (USA)    | AB-4                |
| 94                  | Steve Morabito (SUI) | 13e                 |
| 95                  | Chris Barton (USA)   | AB-3                |
| 96                  | Cole House (USA)     | 90e                 |

| Skil-Shimano SKS | Skil-Shimano SKS       | Skil-Shimano SKS |
| ---------------- | ---------------------- | ---------------- |
| Num              | Coureur                | Pos              |
| 101              | Thierry Hupond (FRA)   | 42e              |
| 102              | Yukihiro Doi (JPN)     | 55e              |
| 103              | Alexandre Geniez (FRA) | NP-3             |
| 104              | Thomas Damuseau (FRA)  | 29e              |
| 105              | Frederik Wilmann (NOR) | 15e              |
| 106              | Feng Han (CHN)         | 71e              |

| Vacansoleil VAC | Vacansoleil VAC         | Vacansoleil VAC |
| --------------- | ----------------------- | --------------- |
| Num             | Coureur                 | Pos             |
| 111             | Brice Feillu (FRA)      | 45e             |
| 112             | Romain Feillu (FRA)     | 61e             |
| 113             | Lieuwe Westra (NED)     | 77e             |
| 114             | Johnny Hoogerland (NED) | 14e             |
| 115             | Stéphane Rossetto (FRA) | 32e             |
| 116             | Wout Poels (NED)        | 2e              |

| Big Mat-Auber 93 AUB | Big Mat-Auber 93 AUB    | Big Mat-Auber 93 AUB |
| -------------------- | ----------------------- | -------------------- |
| Num                  | Coureur                 | Pos                  |
| 121                  | Maxime Méderel (FRA)    | 21e                  |
| 122                  | Fabien Bacquet (FRA)    | 81e                  |
| 123                  | Johan Mombaerts (FRA)   | 67e                  |
| 124                  | Julien Mazet (FRA)      | 23e                  |
| 125                  | Dimitri Le Boulch (FRA) | 54e                  |
| 126                  | Ronan Racault (FRA)     | 63e                  |

| Bretagne-Schuller BSC | Bretagne-Schuller BSC  | Bretagne-Schuller BSC |
| --------------------- | ---------------------- | --------------------- |
| Num                   | Coureur                | Pos                   |
| 131                   | Jean-Marc Bideau (FRA) | 52e                   |
| 132                   | Eduardo Gonzalo (ESP)  | 49e                   |
| 133                   | Gaël Malacarne (FRA)   | 57e                   |
| 134                   | Florian Guillou (FRA)  | 51e                   |
| 135                   | Romain Hardy (FRA)     | 18e                   |
| 136                   | Sébastien Duret (FRA)  | 56e                   |

| Roubaix Lille Métropole RLM | Roubaix Lille Métropole RLM | Roubaix Lille Métropole RLM |
| --------------------------- | --------------------------- | --------------------------- |
| Num                         | Coureur                     | Pos                         |
| 141                         | Jocelyn Bar (FRA)           | NP-4                        |
| 142                         | Matthieu Boulo (FRA)        | 35e                         |
| 143                         | Cédric Pineau (FRA)         | 75e                         |
| 144                         | Benoît Daeninck (FRA)       | 84e                         |
| 145                         | Morgan Kneisky (FRA)        | 41e                         |
| 146                         | Clément Lhotellerie (FRA)   | 59e                         |

| Rabobank Continental RB3 | Rabobank Continental RB3 | Rabobank Continental RB3 |
| ------------------------ | ------------------------ | ------------------------ |
| Num                      | Coureur                  | Pos                      |
| 151                      | Mats Boeve (NED)         | 86e                      |
| 152                      | Wilco Kelderman (NED)    | 12e                      |
| 153                      | Moreno Hofland (NED)     | 47e                      |
| 154                      | Nick van der Lijke (NED) | 58e                      |
| 155                      | Wesley Kreder (NED)      | 64e                      |
| 156                      | Jasper Ockeloen (NED)    | 62e                      |

| France espoirs FRA | France espoirs FRA | France espoirs FRA |
| ------------------ | ------------------ | ------------------ |
| Num                | Coureur            | Pos                |
| 161                | Yoann Barbas       | 33e                |
| 162                | Romain Bardet      | 34e                |
| 163                | Thomas Bonnin      | 20e                |
| 164                | Arnaud Courteille  | 53e                |
| 165                | Jean-Lou Paiani    | 73e                |
| 166                | Geoffrey Soupe     | 60e                |

| Kazakhstan KAZ | Kazakhstan KAZ      | Kazakhstan KAZ |
| -------------- | ------------------- | -------------- |
| Num            | Coureur             | Pos            |
| 171            | Ruslan Tleubayev    | 70e            |
| 172            | Merey Khakankman    | 66e            |
| 173            | Nazar Jumabekov     | AB-1           |
| 174            | Roman Jientaïev     | 83e            |
| 175            | Yevgeniy Sladkov    | 85e            |
| 176            | Alexandr Shushemoin | 17e            |

| Cofidis, le Crédit en Ligne COF | Cofidis, le Crédit en Ligne COF | Cofidis, le Crédit en Ligne COF |
| ------------------------------- | ------------------------------- | ------------------------------- |
| Num                             | Coureur                         | Pos                             |
| 1                               | Mickaël Buffaz (FRA)            | 27e                             |
| 2                               | Rémi Cusin (FRA)                | 88e                             |
| 3                               | Tony Gallopin (FRA)             | 10e                             |
| 4                               | Kalle Kriit (EST)               | AB-4                            |
| 5                               | David Moncoutié (FRA)           | 3e                              |
| 6                               | Damien Monier (FRA)             | 65e                             |

| FDJ | FDJ                       | FDJ |
| --- | ------------------------- | --- |
| Num | Coureur                   | Pos |
| 11  | Nacer Bouhanni (FRA)      | 89e |
| 12  | Nicolas Capdepuy (FRA)    | 40e |
| 13  | Pierre Cazaux (FRA)       | 38e |
| 14  | Rémy Di Grégorio (FRA)    | 31e |
| 15  | Christophe Le Mével (FRA) | 16e |
| 16  | Thibaut Pinot (FRA)       | 5e  |

| AG2R La Mondiale ALM | AG2R La Mondiale ALM | AG2R La Mondiale ALM |
| -------------------- | -------------------- | -------------------- |
| Num                  | Coureur              | Pos                  |
| 21                   | Maxime Bouet (FRA)   | 11e                  |
| 22                   | Cyril Dessel (FRA)   | 72e                  |
| 23                   | Hubert Dupont (FRA)  | 24e                  |
| 24                   | John Gadret (FRA)    | 26e                  |
| 25                   | Julien Loubet (FRA)  | 48e                  |
| 26                   | Ludovic Turpin (FRA) | 37e                  |

| HTC-Columbia THR | HTC-Columbia THR          | HTC-Columbia THR |
| ---------------- | ------------------------- | ---------------- |
| Num              | Coureur                   | Pos              |
| 31               | Vicente Reynés (ESP)      | 80e              |
| 32               | Leigh Howard (AUS)        | 87e              |
| 33               | Craig Lewis (USA)         | 78e              |
| 34               | Marco Pinotti (ITA)       | 28e              |
| 35               | Aleksejs Saramotins (LAT) | 74e              |
| 36               | Tejay van Garderen (USA)  | 4e               |

| Caisse d'Épargne GCE | Caisse d'Épargne GCE          | Caisse d'Épargne GCE |
| -------------------- | ----------------------------- | -------------------- |
| Num                  | Coureur                       | Pos                  |
| 41                   | Arnaud Coyot (FRA)            | 82e                  |
| 42                   | Mathieu Drujon (FRA)          | AB-4                 |
| 43                   | Arnold Jeannesson (FRA)       | 19e                  |
| 44                   | Francisco Pérez Sánchez (ESP) | 43e                  |
| 45                   | Mathieu Perget (FRA)          | 22e                  |

| Omega Pharma-Lotto OLO | Omega Pharma-Lotto OLO  | Omega Pharma-Lotto OLO |
| ---------------------- | ----------------------- | ---------------------- |
| Num                    | Coureur                 | Pos                    |
| 51                     | Jan Bakelants (BEL)     | 25e                    |
| 52                     | Christophe Brandt (BEL) | AB-1                   |
| 53                     | Olivier Kaisen (BEL)    | AB-4                   |
| 54                     | Greg Van Avermaet (BEL) | 9e                     |
| 55                     | Jelle Vanendert (BEL)   | AB-4                   |
| 56                     | Jurgen Van Goolen (BEL) | 30e                    |

| Team RadioShack RSH | Team RadioShack RSH     | Team RadioShack RSH |
| ------------------- | ----------------------- | ------------------- |
| Num                 | Coureur                 | Pos                 |
| 61                  | Fumiyuki Beppu (JPN)    | 50e                 |
| 62                  | Markel Irizar (ESP)     | 68e                 |
| 63                  | Ivan Rovny (RUS)        | 46e                 |
| 64                  | Dmitri Mouraviov (KAZ)  | 39e                 |
| 65                  | José Luis Rubiera (ESP) | 36e                 |
| 66                  | Haimar Zubeldia (ESP)   | 1er                 |

| BBox Bouygues Telecom BTL | BBox Bouygues Telecom BTL | BBox Bouygues Telecom BTL |
| ------------------------- | ------------------------- | ------------------------- |
| Num                       | Coureur                   | Pos                       |
| 71                        | Thomas Voeckler (FRA)     | AB-3                      |
| 72                        | Steve Chainel (FRA)       | AB-4                      |
| 73                        | Franck Bouyer (FRA)       | 79e                       |
| 74                        | Giovanni Bernaudeau (FRA) | 44e                       |
| 75                        | Mathieu Claude (FRA)      | 69e                       |
| 76                        | Johann Tschopp (SUI)      | 8e                        |

| Saur-Sojasun SAU | Saur-Sojasun SAU         | Saur-Sojasun SAU |
| ---------------- | ------------------------ | ---------------- |
| Num              | Coureur                  | Pos              |
| 81               | Cyril Bessy (FRA)        | AB-4             |
| 82               | Jérôme Coppel (FRA)      | 6e               |
| 83               | Jonathan Hivert (FRA)    | AB-4             |
| 84               | Fabrice Jeandesboz (FRA) | 7e               |
| 85               | Laurent Mangel (FRA)     | AB-4             |
| 86               | Stéphane Poulhiès (FRA)  | AB-4             |

| BMC Racing Team BMC | BMC Racing Team BMC  | BMC Racing Team BMC |
| ------------------- | -------------------- | ------------------- |
| Num                 | Coureur              | Pos                 |
| 91                  | Karsten Kroon (NED)  | 76e                 |
| 92                  | Martin Kohler (SUI)  | NP-4                |
| 93                  | John Murphy (USA)    | AB-4                |
| 94                  | Steve Morabito (SUI) | 13e                 |
| 95                  | Chris Barton (USA)   | AB-3                |
| 96                  | Cole House (USA)     | 90e                 |

| Skil-Shimano SKS | Skil-Shimano SKS       | Skil-Shimano SKS |
| ---------------- | ---------------------- | ---------------- |
| Num              | Coureur                | Pos              |
| 101              | Thierry Hupond (FRA)   | 42e              |
| 102              | Yukihiro Doi (JPN)     | 55e              |
| 103              | Alexandre Geniez (FRA) | NP-3             |
| 104              | Thomas Damuseau (FRA)  | 29e              |
| 105              | Frederik Wilmann (NOR) | 15e              |
| 106              | Feng Han (CHN)         | 71e              |

| Vacansoleil VAC | Vacansoleil VAC         | Vacansoleil VAC |
| --------------- | ----------------------- | --------------- |
| Num             | Coureur                 | Pos             |
| 111             | Brice Feillu (FRA)      | 45e             |
| 112             | Romain Feillu (FRA)     | 61e             |
| 113             | Lieuwe Westra (NED)     | 77e             |
| 114             | Johnny Hoogerland (NED) | 14e             |
| 115             | Stéphane Rossetto (FRA) | 32e             |
| 116             | Wout Poels (NED)        | 2e              |

| Big Mat-Auber 93 AUB | Big Mat-Auber 93 AUB    | Big Mat-Auber 93 AUB |
| -------------------- | ----------------------- | -------------------- |
| Num                  | Coureur                 | Pos                  |
| 121                  | Maxime Méderel (FRA)    | 21e                  |
| 122                  | Fabien Bacquet (FRA)    | 81e                  |
| 123                  | Johan Mombaerts (FRA)   | 67e                  |
| 124                  | Julien Mazet (FRA)      | 23e                  |
| 125                  | Dimitri Le Boulch (FRA) | 54e                  |
| 126                  | Ronan Racault (FRA)     | 63e                  |

| Bretagne-Schuller BSC | Bretagne-Schuller BSC  | Bretagne-Schuller BSC |
| --------------------- | ---------------------- | --------------------- |
| Num                   | Coureur                | Pos                   |
| 131                   | Jean-Marc Bideau (FRA) | 52e                   |
| 132                   | Eduardo Gonzalo (ESP)  | 49e                   |
| 133                   | Gaël Malacarne (FRA)   | 57e                   |
| 134                   | Florian Guillou (FRA)  | 51e                   |
| 135                   | Romain Hardy (FRA)     | 18e                   |
| 136                   | Sébastien Duret (FRA)  | 56e                   |

| Roubaix Lille Métropole RLM | Roubaix Lille Métropole RLM | Roubaix Lille Métropole RLM |
| --------------------------- | --------------------------- | --------------------------- |
| Num                         | Coureur                     | Pos                         |
| 141                         | Jocelyn Bar (FRA)           | NP-4                        |
| 142                         | Matthieu Boulo (FRA)        | 35e                         |
| 143                         | Cédric Pineau (FRA)         | 75e                         |
| 144                         | Benoît Daeninck (FRA)       | 84e                         |
| 145                         | Morgan Kneisky (FRA)        | 41e                         |
| 146                         | Clément Lhotellerie (FRA)   | 59e                         |

| Rabobank Continental RB3 | Rabobank Continental RB3 | Rabobank Continental RB3 |
| ------------------------ | ------------------------ | ------------------------ |
| Num                      | Coureur                  | Pos                      |
| 151                      | Mats Boeve (NED)         | 86e                      |
| 152                      | Wilco Kelderman (NED)    | 12e                      |
| 153                      | Moreno Hofland (NED)     | 47e                      |
| 154                      | Nick van der Lijke (NED) | 58e                      |
| 155                      | Wesley Kreder (NED)      | 64e                      |
| 156                      | Jasper Ockeloen (NED)    | 62e                      |

| France espoirs FRA | France espoirs FRA | France espoirs FRA |
| ------------------ | ------------------ | ------------------ |
| Num                | Coureur            | Pos                |
| 161                | Yoann Barbas       | 33e                |
| 162                | Romain Bardet      | 34e                |
| 163                | Thomas Bonnin      | 20e                |
| 164                | Arnaud Courteille  | 53e                |
| 165                | Jean-Lou Paiani    | 73e                |
| 166                | Geoffrey Soupe     | 60e                |

| Kazakhstan KAZ | Kazakhstan KAZ      | Kazakhstan KAZ |
| -------------- | ------------------- | -------------- |
| Num            | Coureur             | Pos            |
| 171            | Ruslan Tleubayev    | 70e            |
| 172            | Merey Khakankman    | 66e            |
| 173            | Nazar Jumabekov     | AB-1           |
| 174            | Roman Jientaïev     | 83e            |
| 175            | Yevgeniy Sladkov    | 85e            |
| 176            | Alexandr Shushemoin | 17e            |